# Hackbruk
Hackbruk är en form av jordbruk där man först bränner upp den vilda vegetationen i området där man ska bruka jorden, så att man får fram jorden som har ett kvävetillskott som gynnar växterna. Man luckrar upp jorden med en hacka i det området där man har bränt vegetationen för att bruka jorden. Man odlar ett visst antal år och sen låter man det växa igen så att man ska kunna bruka jorden på nytt igen. Den tekniken kallas för växelbruk. 
Den här metoden försörjer mer människor än svedjebruket.
Hackbruk är framförallt avsett för självförsörjning men ibland räcker skördarna till fler familjer. Man brukar odla flera olika saker, till exempel majs, grönsaker, potatis och de tropiska sädesslagen hirs och durra. Det är ett av de mindre jordbrukssätten eftersom det framförallt är till för självbruk. 

## Utbredning
Till ca 3000 år före Kr. användes metoden främst i Västasien och Europa, men sedan blev metoden utkonkurrerad av plogen. Nu för tiden används det mest i Afrika, men även i andra tropiska länder. Det är det mest effektiva sättet att odla för självbruk där. 
När folkmängden ökar snabbt så blir man tvungen att övergå till ett mer intensivt sätt att odla på. Vissa år odlar man då baljväxter, det gör man därför att man vill tillföra jorden kväve. Hackbruk kombineras ofta med uppfödning av mjölkkor för att få gödsel till åkrarna. 